# سعيد بن مرجانة
سعيد بن مرجانة (19 هـ - 97 هـ) وهو سعيد بن عبد الله القرشي، العامري، أبو عثمان الحجازي، مولى بني عامر بن لؤي. ومرجانة هي أمه. من رواة الحديث وهو ثقة. ولد في خلافة عمر، وهو من علماء المدينة، ومن أفاضل أهل المدينة وعبادهم. وكان منقطعًا إلى عليّ بن حسين بن عليّ بن أبي طالب، وكان له فضل في نفسه، ورواية، وكانثقة، وله أحاديث، توفّي بالمدينة سنة سبعٍ وتسعين وهو ابن سبعٍ وسبعين سنة.

## روايته للحديث النبوي
- روى عن: عبد الله بن عباس، وعبد الله بن عمر بن الخطاب، وأبي هريرة.
- روى عنه: إسماعيل بن أبي حكيم، وزيد بن أسلم، وسعد بن سعيد الأنصاري، وسعيد بن أبي هند، وعلي بن الحسين بن علي بن أبي طالب، وابنه عمر بن علي بن الحسين، ومحمد بن إبراهيم التيمي، وأبو جعفر محمد بن علي بن الحسين، ومحمد بن مسلم بن شهاب الزهري، وواقد بن محمد بن زيد العمري.[6]

## أقوال العلماء فيه
الجرح والتعديل: قال أبو حاتم بن حبان البستي: من أفاضل أهل المدينة، ولم يسمع من أبي هريرة شيئا«. وقال أبو زرعة الرازي: ثقة». وقال أحمد بن شعيب النسائي: ثقة«. وقال ابن حجر العسقلاني: ثقة فاضل». وقال الذهبي: ثقة«. وقال محمد بن سعد كاتب الواقدي: ثقة، وله أحاديث».